# Sergio Corino
Sergio Corino Ramón (Bilbao, 10 de octubre de 1974), también conocido como Corino es un exfutbolista español. Su demarcación era la de defensa. Se formó como futbolista en el Athletic Club.

## Trayectoria

### Athletic Club y cesiones
En 1993 pasó al Bilbao Athletic desde el conjunto juvenil. El 18 de octubre de 1994 debutó con el Athletic Club, en la derrota por 3 a 2 ante el Newcastle, en Copa de la UEFA. En enero de 1996, cuando era jugador del Bilbao Athletic, fue cedido al CD Mérida de Primera División. Con este conjunto debutó en Primera en el empate a dos ante el Real Madrid.  
Sus buenas actuaciones le llevaron a formar parte de la primera plantilla del Athletic Club en la campaña 1996-97. Entre 1997 y 1999 estuvo cedido en la UD Salamanca, donde fue titular indiscutible. El equipo salmantino acabó descendiendo a Segunda División en la temporada 1998-99.

### RCD Espanyol
En 1999, el Athletic Club traspasó a Sergio Corino al RCD Espanyol por 300 millones de pesetas (aprox. 1,8 millones de euros). El jugador vasco firmó por cuatro temporadas con los catalanes. Corino llegó como eventual sustituto del central argentino Mauricio Pochettino que, tras su buen papel en la temporada anterior, parecía que iba a ser traspasado al Real Madrid. Sin embargo, de forma inesperada, no se concretó la venta de Pochettino ni al Real Madrid, ni al Atlético, y acabó quedándose en el club catalán un año más. Corino jugó los primeros 4 partidos de Liga, 2 como titular y 2 como suplente sustituyendo por diferentes circunstancias a Pochettino, pero a partir de mediados de septiembre quedó completamente fuera de las alineaciones. 
La trayectoria de Corino con los pericos apenas duró unos meses. El RCD Espanyol recibió una buena oferta por el jugador de cara al mercado de invierno, unos 350 millones, por lo que decidió traspasar al jugador.

### Real Sociedad
Sergio Corino fue solicitado por el entrenador Javier Clemente cuando accedió a entrenar a la Real Sociedad en mitad de temporada. Debutó con la Real Sociedad, el 19 de diciembre de 1999, en un partido de Liga contra el Málaga CF. En el equipo donostiarra permaneció durante dos temporadas.

### Rayo Vallecano
En 2001 se unió al Rayo Vallecano, donde pasó sus últimas cuatro temporadas como futbolista profesional. Se retiró con apenas 30 años por una lesión de cadera.

## Estadísticas
| Temporada     | Club                  | Categoría        | Liga  | Liga  | Copa  | Copa  | Europa | Europa | Total | Total |
| Temporada     | Club                  | Categoría        | Part. | Goles | Part. | Goles | Part.  | Goles  | Part. | Goles |
| ------------- | --------------------- | ---------------- | ----- | ----- | ----- | ----- | ------ | ------ | ----- | ----- |
| 1993/94       | Bilbao Athletic       | Segunda División | 34    | 1     | -     | -     | -      | -      | 34    | 1     |
| 1994/95       | Bilbao Athletic       | Segunda División | 30    | 3     | -     | -     | -      | -      | 30    | 3     |
| 1994/95       | Athletic Club         | Primera División | 0     | 0     | 0     | 0     | 1      | 0      | 1     | 0     |
| 1995/96       | Bilbao Athletic       | Segunda División | 13    | 0     | -     | -     | -      | -      | 13    | 0     |
| 1995/96       | CP Mérida (cedido)    | Primera División | 16    | 3     | 0     | 0     | -      | -      | 16    | 3     |
| 1996/97       | Athletic Club         | Primera División | 15    | 0     | 3     | 1     | -      | -      | 18    | 1     |
| 1997/98       | UD Salamanca (cedido) | Primera División | 34    | 0     | 0     | 0     | -      | -      | 34    | 0     |
| 1998/99       | UD Salamanca (cedido) | Primera División | 33    | 3     | 2     | 0     | -      | -      | 35    | 3     |
| 1999/00       | RCD Espanyol          | Primera División | 4     | 0     | 0     | 0     | -      | -      | 4     | 0     |
| 1999/00       | Real Sociedad         | Primera División | 9     | 0     | 0     | 0     | -      | -      | 9     | 0     |
| 2000/01       | Real Sociedad         | Primera División | 19    | 0     | 1     | 0     | -      | -      | 20    | 0     |
| 2001/02       | Rayo Vallecano        | Primera División | 28    | 5     | 5     | 0     | -      | -      | 33    | 5     |
| 2002/03       | Rayo Vallecano        | Primera División | 22    | 1     | 1     | 0     | -      | -      | 23    | 1     |
| 2003/04       | Rayo Vallecano        | Segunda División | 26    | 0     | 1     | 0     | -      | -      | 27    | 0     |
| Total carrera | Total carrera         | Total carrera    | 283   | 16    | 13    | 1     | 1      | 0      | 297   | 22    |

- Actualizado a fin de carrera.

## Selección nacional
Fue internacional sub-19, en 1992, en la que el combinado español alcanzó la final de la Copa Carabobo (Venezuela). Fue internacional sub-21 en doce ocasiones, siendo subcampeón de Europa en 1996 al perder por penaltis ante Italia.
Acudió con la selección olímpica española a los Juegos Olímpicos de Atlanta 1996. Disputó tres de los cuatro partidos en ese torneo.